# San Francisco, Ciudad Valles
San Francisco är en ort i Mexiko.   Den ligger i kommunen Ciudad Valles och delstaten San Luis Potosí, i den centrala delen av landet, 280 km norr om huvudstaden Mexico City. San Francisco ligger 344 meter över havet och antalet invånare är 106.
Terrängen runt San Francisco är kuperad österut, men västerut är den platt. Runt San Francisco är det ganska tätbefolkat, med 56 invånare per kvadratkilometer. Närmaste större samhälle är Tamasopo, 19,5 km väster om San Francisco. I omgivningarna runt San Francisco växer huvudsakligen savannskog.